# ارمس موکچنلی
ارمس موکچنلی (به ایتالیایی: Ermes Muccinelli) بازیکن فوتبال و اهل ایتالیا است 

## تیم ملی
از سال ۱۹۵۰ میلادی عضو تیم ملی فوتبال ایتالیا بوده و در ۱۵ بازی ملی حضور داشته‌است. او در بازی‌های ملی‌اش ۴ گل به ثمر رساند.
ارمس موکچنلی آخرین بازی ملی خود را در سال ۱۹۵۷ میلادی انجام داد.